# Martín Peyrán
Martín Abel Peyrán (10 de mayo de 1991) es un futbolista argentino que se desempeña como mediocampista. Actualmente juega en Platense de la Primera B, tercera división del fútbol argentino.

## Trayectoria

### Nueva Chicago
Peyrán es un futbolista surgido de las divisiones inferiores del Club Atlético Nueva Chicago que debutó en la temporada 2011-12 de la Primera B, tercera división del fútbol argentino. Debutó el 21 de abril de 2012 contra Almagro en la derrota de su equipo 1 a 0. Su equipo ascendió a la Primera B Nacional y  aportó jugando 3 partidos (1 como titular). Luego del partido contra Sarmiento de Junín, la comisión directiva decidió firmarle su primer contrato profesional a él y a otros juveniles.
En la temporada 2012-13, empezó a tener más continuidad en el primer equipo. Con Mario Franceschini al frente de la conducción técnica (quien lo hizo debutar como profesional la temporada anterior), no disputó muchos encuentros. Con la llegada del técnico Ángel Bernuncio, se le abrieron algunas puertas para entrar al equipo titular; de hecho, el propio técnico manifestó que le gustaba su estilo de juego y que iba a ser tenido en cuenta por él. Con la ida de este último y la llegada de René Kloker a la conducción técnica, no tuvo tanta participación. En toda la temporada disputó 18 partidos sin convertir goles y su equipo volvería a descender a la Primera B Metropolitana.
En la temporada 2013-14, Peyrán comenzó siendo titular en un equipo que buscaba ascender nuevamente. Sin embargo, fue relegado a la suplencia luego de algunos encuentros. Disputó 10 partidos sin convertir goles. Su equipo ascendería a la Primera B Nacional aunque el entrenador Pablo Guede no lo tuviese en cuenta.
A mediados de 2014, el mediocampista hizo la pretemporada con el plantel profesional, pero no era del gusto de Omar Labruna. Por ello la dirigencia del club y su representante le buscaron otros rumbos.

### Platense
A mediados de 2014, fue cedido por 18 meses al Club Atlético Platense de la Primera B, tercera división del fútbol argentino para adquirir más continuidad debido a que no iba a ser tenido en cuenta por el entrenador en Nueva Chicago.
Sin embargo, el mediocampista fue separado del plantel junto a otros futbolistas debido a los bajos rendimientos que mantenían. Sin embargo, a principio de 2015 fue reincorporado por los directivos del club en busca de que mejore su nivel, por lo que el entrenador Roque Alfaro pudo contar con él desde el inicio de la pretemporada veraniega. El 17 de febrero volvió a jugar oficialmente, por la primera fecha del campeonato frente a Almirante Brown ingresando por Jonatan Bustos en la derrota de su equipo por 3 a 2.

## Clubes
| Club          | País      | Año         |
| ------------- | --------- | ----------- |
| Nueva Chicago | Argentina | 2011 - 2014 |
| Platense      | Argentina | 2014        |

|Federal C
| Argentina
|2017
|}

## Estadísticas
| Club                                                         | Temporada           | Liga  | Liga  | Copa Nac.1 | Copa Nac.1 | Copa Inter. | Copa Inter. | Total | Total |
| Club                                                         | Temporada           | Part. | Goles | Part.      | Goles      | Part.       | Goles       | Part. | Goles |
| ------------------------------------------------------------ | ------------------- | ----- | ----- | ---------- | ---------- | ----------- | ----------- | ----- | ----- |
| Nueva Chicago Argentina                                      | 2011/12             | 3     | 0     | -          | -          | -           | -           | 3     | 0     |
| Nueva Chicago Argentina                                      | 2012/13             | 18    | 0     | -          | -          | -           | -           | 18    | 0     |
| Nueva Chicago Argentina                                      | 2013/14             | 10    | 0     | 1          | 0          | -           | -           | 11    | 0     |
| Nueva Chicago Argentina                                      | Total Chicago       | 31    | 0     | 1          | 0          | -           | -           | 32    | 0     |
| Platense Argentina                                           | 2014                | 4     | 0     | -          | -          | -           | -           | 4     | 0     |
| Platense Argentina                                           | 2015                | 1     | 0     | -          | -          | -           | -           | 1     | 0     |
| Platense Argentina                                           | Total Platense      | 5     | 0     | -          | -          | -           | -           | 5     | 0     |
| Total en su carrera                                          | Total en su carrera | 36    | 0     | 1          | 0          | -           | -           | 37    | 0     |
| Última actualización: Platense vs. Almirante Brown, 17.02.15 |                     |       |       |            |            |             |             |       |       |

## Palmarés
| Club          | Campeonato                | País      | Año         |
| ------------- | ------------------------- | --------- | ----------- |
| Nueva Chicago | B Metropolitana (Ascenso) | Argentina | 2011 - 2012 |
| Nueva Chicago | B Metropolitana           | Argentina | 2013 - 2014 |